# 卡斯爾頓 (堪薩斯州)
卡斯爾頓（英語：Castleton）是位於美國堪薩斯州里諾縣的一個非建制地區。

## 地理
卡斯爾頓所處的海拔為高於海平面447米（即1467英呎），而該地所採用的時區為UTC-6，即北美中部時區（CST）。同時該地設有夏令時間，為UTC-6調快一小時，即UTC-5（CDT）。